# Microscopic Anatomy of Invertebrates
Collection éditée alternativement par Alan R. Liss (volumes 1-5, 7, 9-10, 14) et par John Wiley & Sons (volumes 6, 8, 11-13, 15).

## Volumes
- Volume 1 (1989) : Protozoa. (Harrison, F.W., Corliss, J.O.)
- Volume 2 (1989) : Placozoa, Porifera, Cnidaria and Ctenophora. (Harrison, F.W., Westfall, J.A.)
- Volume 3 (1991) : Platyhelminthes and Nemertinea. (Harrison, F.W., Bogitsh, B.J.)
- Volume 4 (1992) : Aschelminthes. (Harrison, F.W., Ruppert, E.)
- Volume 5 (1992) : Mollusca I : Monoplacophora, Aplacophora, Ployplacophora and Gastropoda. (Harrison, F.W., Kohn, A.)
- Volume 6 (1996) : Mollusca II. (Harrison, F.W., Kohn, A.)
- Volume 7 (1992) : Annelida. (Harrison, F.W., Gardiner, s.l.)
- Volume 8 (1999) : Chelicerate Arthropoda. (Harrison, F.W., Foelix, R.F.)
- Volume 9 (1992) : Crustacea. (Harrison, F.W., Humes, A.G.)
- Volume 10 (1992) : Decapod Crustacea. (Harrison, F.W., Humes, A.G.)
- Volume 11 (1998) : Insecta. (Harrison, F.W., Locke, M.)
- Volume 12 (1994) : Onychophora, Chilopoda, and Lesser Protostomata. (Harrison, F.W.)
- Volume 13 (1997) : Lophophorates, Entoprocta, and Cycliophora. (Harrison, F.W., Woolacott, R.M.)
- Volume 14 (1995) : Echinodermata. (Harrison, F.W., Chia, F.S.)
- Volume 15 (1997) : Hemichordata, and the Invertebrate Chordates. (Harrison, F.W., Ruppert, E.E.)